# Buix

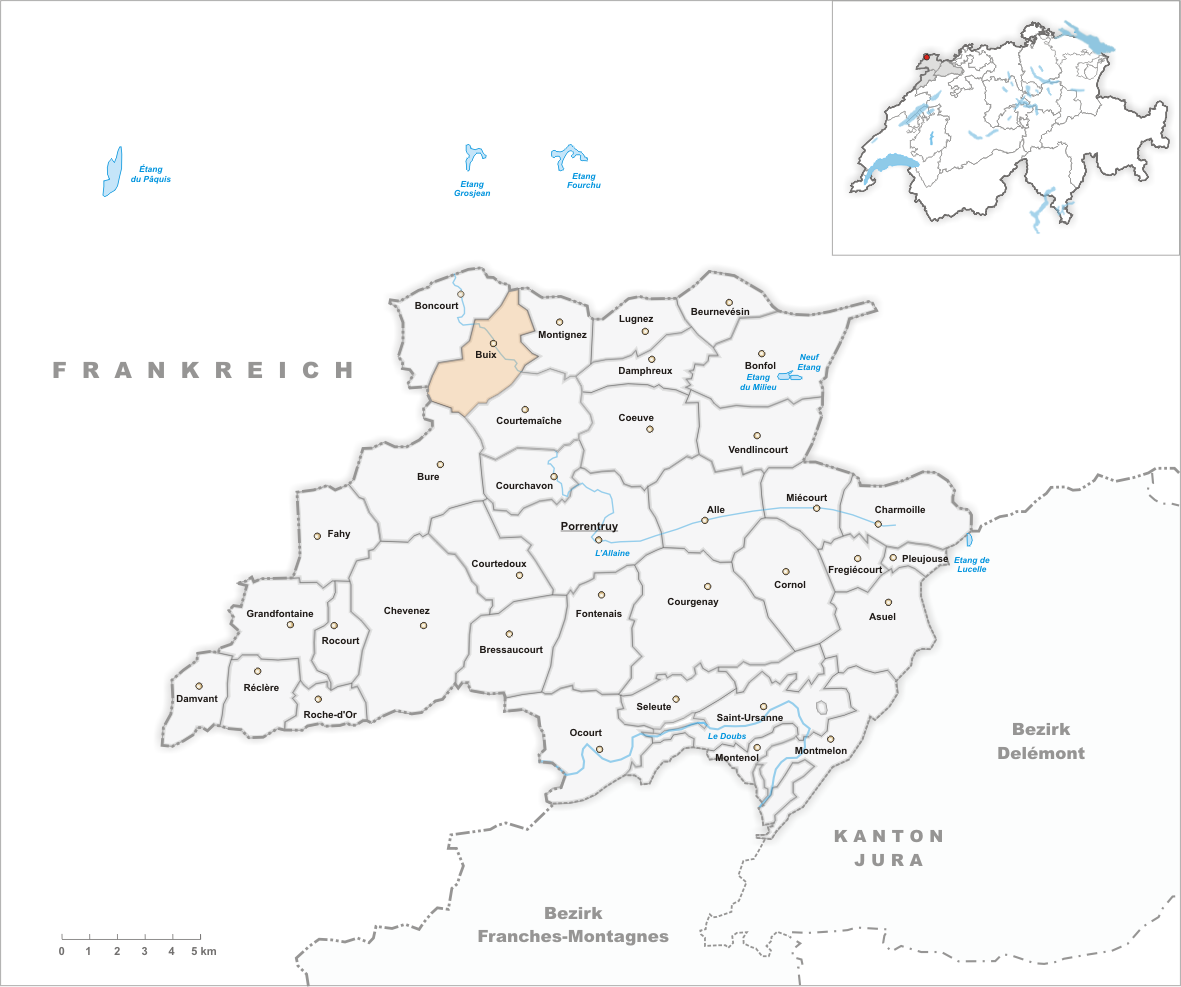
Gemeindestand vor der Fusion am 1. Januar 2009

Buix (frz. [bɥi], im einheimischen Dialekt [(æ) bwɛ]; dt. Buchs) ist ein Dorf und eine ehemalige politische Gemeinde im Distrikt Porrentruy des Kantons Jura in der Schweiz.

## Geographie

Historisches Luftbild von Werner Friedli (1910–1996) vom 12. September 1950

Buix liegt auf 383 m ü. M., acht Kilometer nordnordwestlich des Bezirkshauptorts Porrentruy (Luftlinie). Das Bauerndorf erstreckt sich in der Talniederung der Allaine in der nördlichen Ajoie (deutsch Elsgau), nahe der Grenze zu Frankreich.
Die Fläche des 8,2 km² grossen ehemaligen Gemeindegebiets umfasst im Zentralteil die 300 bis 400 m breite, von der Allaine durchflossene Talniederung, in die bei Buix von Südwesten das Trockental La Grande Valle mündet. Beidseits des Allaine-Tals reicht die Gemeindefläche auf die teilweise bewaldeten Höhen des Tafeljuras, im Norden bis auf den Mont Renaud (506 m ü. M.), im Südwesten auf den Recet und den Neu Bois (mit 543 m ü. M. die höchste Erhebung der Gemeinde) und im Süden auf den Sollery (526 m ü. M.). Von der Gemeindefläche entfielen 1997 6 % auf Siedlungen, 50 % auf Wald und Gehölze und 44 % auf Landwirtschaft.
Zu Buix gehören das nördlich anschliessende Wohnquartier Sous les Cantons, der auf der Tafeljurahochfläche südlich des Neu Bois auf 511 m ü. M. liegende Weiler Le Maira sowie mehrere Einzelhöfe. Nachbargemeinden von Buix waren Boncourt im Norden, das französische Courcelles im Nordosten, Montignez im Osten, Courtemaîche im Südosten, Bure im Süden sowie Villars-le-Sec (ebenfalls in Frankreich) im Westen.

## Bevölkerungsentwicklung
| Jahr      | 1770 | 1818 | 1850 | 1900 | 1950 | 2000 |
| Einwohner | 207  | 296  | 453  | 561  | 628  | 456  |

Quelle: Historisches Lexikon der Schweiz
Mit 462 Einwohnern (Ende 2007) gehörte Buix zu den kleineren Gemeinden des Kantons Jura. Von den Bewohnern sind 95,6 % französischsprachig, 2,2 % spanischsprachig und 1,1 % deutschsprachig (Stand 2000). Die Bevölkerungszahl von Buix belief sich 1850 auf 453 Einwohner, 1900 auf 561 Einwohner. Seit 1970 (617 Einwohner) wurde ein deutlicher Bevölkerungsrückgang verzeichnet.

## Wirtschaft
Buix ist immer noch landwirtschaftlich geprägt. An einem optimal zur Sonneneinstrahlung exponierten Hang des Allainetals südöstlich von Buix werden seit 1988 wieder Reben angepflanzt. Ausserhalb des landwirtschaftlichen Sektors gibt es im Dorf nur wenige Arbeitsplätze. Viele Erwerbstätige (mehr als 60 %) sind deshalb Wegpendler und arbeiten vor allem in Boncourt oder in der Region Porrentruy.

## Verkehr
Die ehemalige Gemeinde liegt an der Hauptstrasse 6 von Porrentruy via Boncourt nach Belfort und Montbéliard in Frankreich. Die Autobahn A16, die seit der Eröffnung des letzten Teilstücks im April 2017 das schweizerische Nationalstrassennetz mit dem französischen Autobahnnetz verbindet, durchquert seit dem 21. August 2014 das Gemeindegebiet im Westen und entlastet Buix vom ehemals regen Durchgangsverkehr. Am 23. September 1872 wurde durch die PD die Eisenbahnstrecke Porrentruy–Delle mit einem Bahnhof in Buix eröffnet.

## Geschichte
Das Dorf erscheint 1136 erstmals als Bus in den Urkunden. Gerhard Mercator nannte das Dorf 1585 Bux. Der Dorfname ist auf das lateinische Wort buxus ‚Buchsbaum‘ zurückzuführen, dieser kommt in den umliegenden Wäldern häufig vor. Das Gemeindegebiet war auch schon zur Römerzeit bewohnt, was aufgrund der Funde von Überresten eines römischen Gutshofes nachgewiesen werden konnte.
Buix teilte die wechselvolle Geschichte der Ajoie, die 1271 zum ersten Mal an das Fürstbistum Basel kam. Auf dem Gemeindegebiet hatten sowohl das Kloster Bellelay als auch das Kloster Lucelle Grundbesitz. Das Dorf unterstand vom 16. bis zum 18. Jahrhundert dem Meieramt Bure. Von 1793 bis 1815 gehörte Buix zu Frankreich und war anfangs Teil des Département du Mont-Terrible, ab 1800 mit dem Département Haut-Rhin verbunden. Durch den Entscheid des Wiener Kongresses kam der Ort 1815 an den Kanton Bern und am 1. Januar 1979 an den neu gegründeten Kanton Jura. Die Gemeinde wurde mit Wirkung auf den 1. Januar 2009 mit Courtemaîche und Montignez zur neuen Gemeinde Basse-Allaine vereinigt.

## Sehenswürdigkeiten
Im Dorfkern steht die 1854 im Stil des späten Neoklassizismus erbaute Pfarrkirche Saint-Maurice, deren Turm noch vom Vorgängerbau aus dem Mittelalter stammt. Der Weiler Le Maira hat typische Bauernhäuser aus der Mitte des 19. Jahrhunderts bewahrt. Hier befindet sich die Kapelle Saint-Joseph, die 1870 errichtet wurde. Eine weitere Kapelle, Notre-Dame-du-Sacré-Cœur (1892 erbaut), steht in Vâloin.

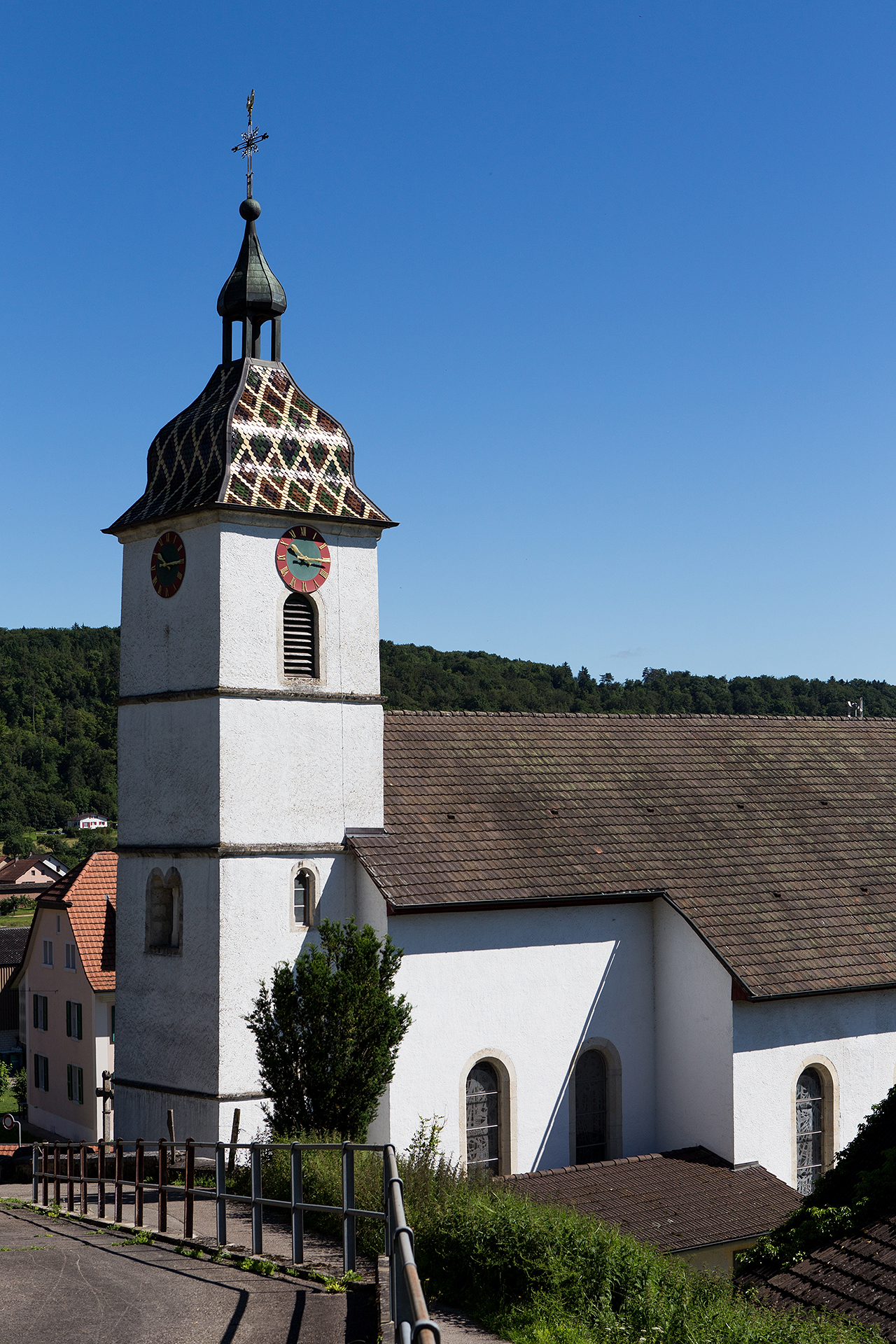
Kirche
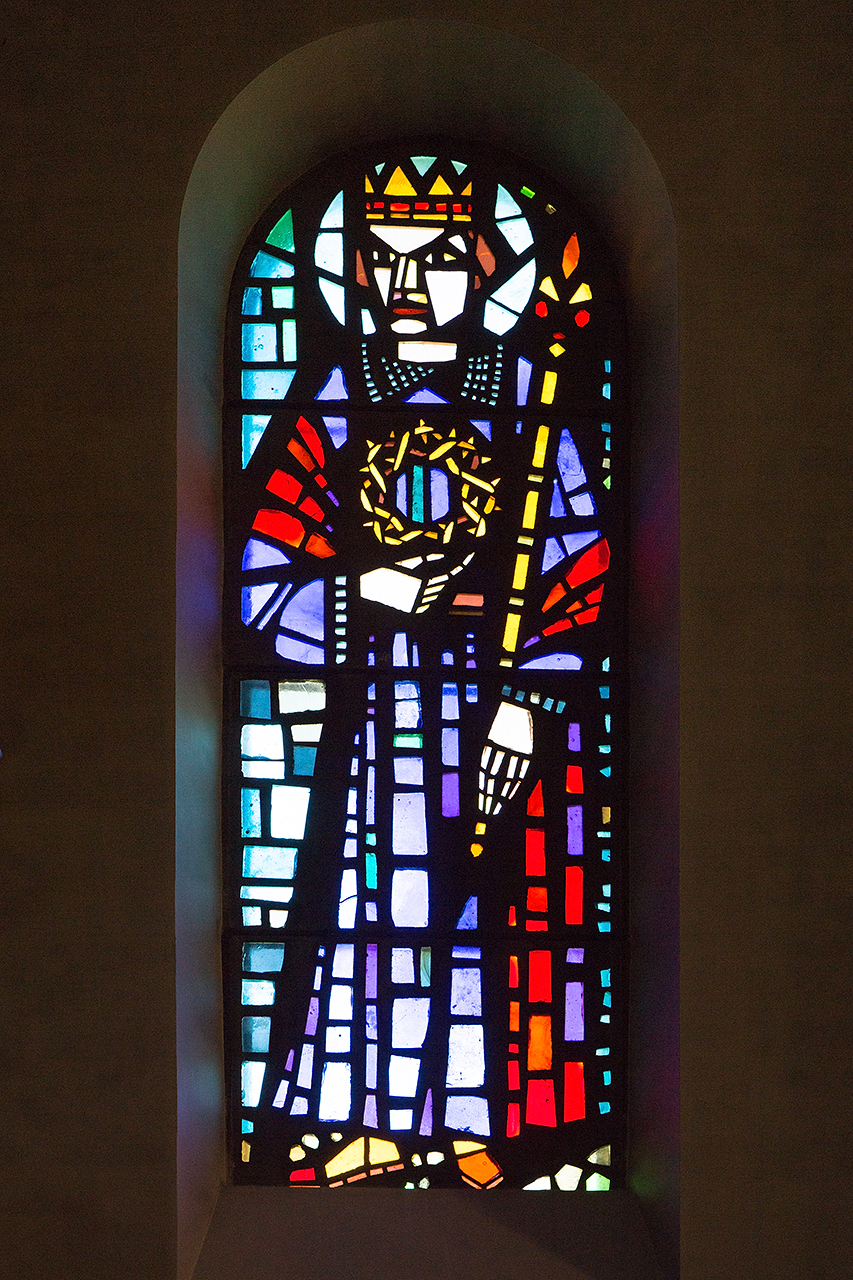
Kirchenfenster
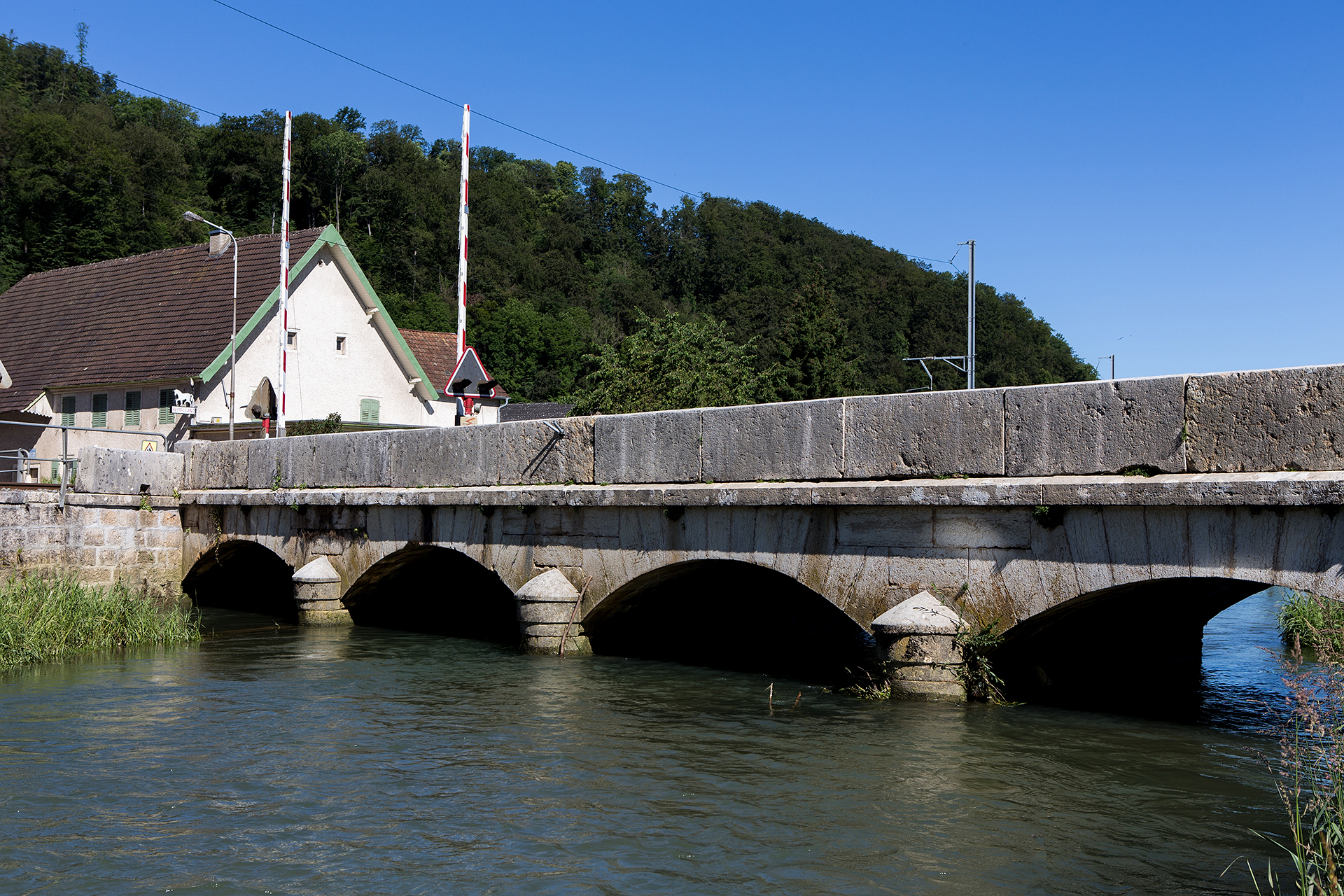
Brücke über die Allaine
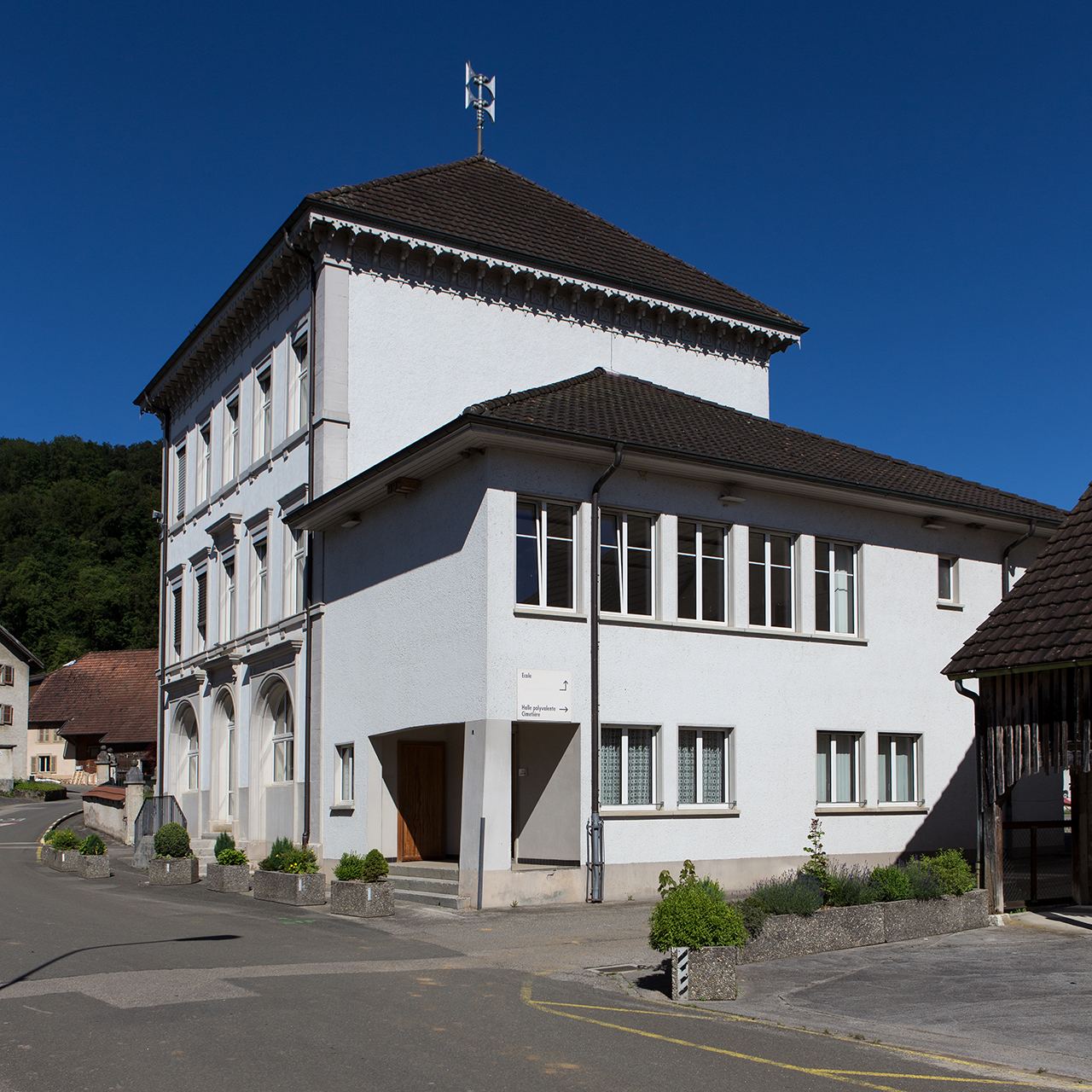
Schulhaus
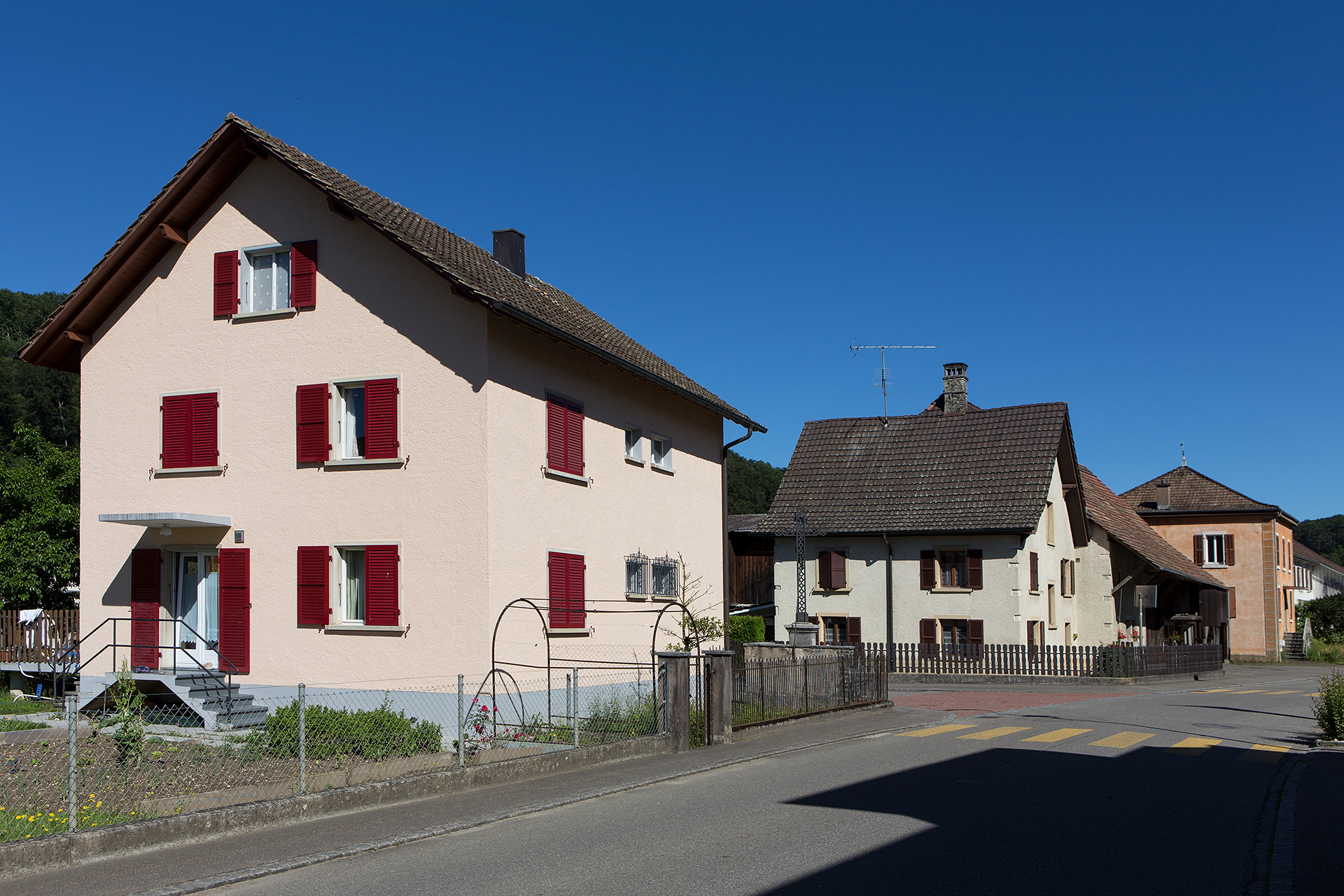
Route Cantonale